# Hieracium vagense
Hieracium vagense là một loài thực vật có hoa trong họ Cúc. Loài này được (F.Hanb.) Ley mô tả khoa học đầu tiên năm 1900.